# Keeping Up with the Kandasamys
Keeping Up with the Kandasamys (o simplemente Kandasamys) es una película de comedia de 2017 dirigida por Jayan Moodley. Fue la primera película indo-sudafricana que se proyectó ampliamente en cines. Está protagonizada por Jailoshini Naidoo, Maeshni Naicker, Madhushan Singh y Mishqah Parthiephal. Recaudó más de R4 millones en taquilla en su primera semana y más de R16 millones ($ 1 millón de dólares) en total, convirtiéndose en la película más taquillera en Sudáfrica durante el año. También se presentó en festivales de América del norte.

## Sinopsis
Shanti Naidoo es la típica madre indo-sudafricana. Dominante y sobreprotectora, adora a su familia y es bien conocida en la comunidad por su generosidad y excelente cocina. Su vida estaría bien, excepto que su vecina, Jennifer Kandasamy, siempre parece tener la ventaja. Inteligente, elegante y con clase, Jennifer, impulsada por su carrera, siempre se las arregla para superar a Shanti, y la vida de las dos mujeres parece ser una batalla constante para tratar de mantenerse al día la una con la otra. Cuando Jennifer se da cuenta de que su hija Jodi está enamorada del hijo de Shanti, Prishen, está decidida a separarlos. Pero, para hacer eso, tendrá que contar con la ayuda de su rival.

## Elenco
- Madhushan Singh como Prishen Naidoo
- Mishqah Parthiephal como Jodi Kandasamy
- Jailoshini Naidoo como Jennifer Kandasamy
- Maeshni Naicker como Shanti Naidoo
- Koobeshan Naidoo como Elvis Kandasamy
- Rajesh Gopie como Preggie Naidoo
- Mariam Bassa como Aya Kandasamy
- Vashir Kemraj como Desan
- Neil Govender como Marlin
- Rushil Juglall como Arsevan
- Rory Booth como Asheel
- Alisha Authbehari como Devani
- Samantha Govender como Vassie
- Melanie Kisten como Mala
- Sanam Sitaram como Berenice
- Junaid Ahmed como Stall Owner
- Ruben Naidoo
- Bivash Mahabeer como Road Boy
- Logie Naidoo como MC
- Mishka Gounden como Meryl
- O'Neil Nair como Dylan

## Recepción
Recibió reseñas mixtas de los críticos de cine, quienes aplaudieron su presentación de la comunidad indo-sudafricana, así como su impacto inesperado en la industria cinematográfica local. Jared Beukes de Huffpost le dio una crítica positiva, elogiando la "sincera intención" y la actuación de Jailoshini Naidoo. Gabi Zietsman de Channel 24 le dio una calificación de 3/5, elogiando su interpretación de una "nación de arco iris", a Moodley y el guion del escritor Rory Booth, afirmando que "trabajan muy bien en equipo y produjeron una comedia entretenida que te hará reír a carcajadas". Igualmente, destacó la actuación de Naidoo diciendo "no puedo evitar preguntarme por qué no los hemos visto en más películas". En su reseña para Independent Online, Paul Eksteen le dio una cálida crítica, afirmando que "A pesar de la estética universal y muy romántica de esta película, es probable que encuentre su mayor atractivo dentro de la comunidad que celebra". Mientras tanto, Haji Mohamed Dawjee de Eyewitness News declaró que "[la] escritura terrible y el humor fallido hicieron que fuera una experiencia de visualización agotadora, y más que eso, perdió una gran oportunidad de educar a las comunidades de Sudáfrica que residen fuera de Chatsworth".

## Secuela
En julio de 2018, Jayan Moodley anunció una secuela llamada Kandasamys: The Wedding. Se lanzó un avance en diciembre de 2018.